# Crash d'un Bombardier CRJ200 de Saurya Airlines
Le 24 juillet 2024, un Bombardier CRJ200 de Saurya Airlines s'est écrasé peu après son décollage de l'aéroport international Tribhuvan de Katmandou, au Népal, tuant 18 des 19 personnes à bord. Il effectuait un vol de convoyage vers l'aéroport international de Pokhara pour effectuer un contrôle de maintenance et transportait trois membres d'équipage et seize passagers, principalement des employés de Saurya Airlines (en). Pendant le décollage, l'appareil est rapidement parti en roulis à gauche et à droite, avant de perdre rapidement de l'altitude. L'aile droite a heurté le sol sur le côté de la piste et l'avion a été détruit par la violence de l'impact et l'incendie post-crash. Le commandant de bord est le seul survivant du crash.
L'enquête, menée par la Commission d'enquête népalaise sur les accidents aériens (AAIC), a déterminé que l'avion a effectuer sa rotation à une vitesse inférieure à celle requise et que l'équipage a imposé un taux de cabrage anormalement élevé. Il en a résulté un décrochage et une perte de contrôle au décollage, alors impossible à rattraper en raison de la faible altitude de l'avion. 
Plusieurs autres facteurs contributifs ont également été relevés par les enquêteurs. Les vitesses V utilisées par l'équipage étaient basées sur une carte erronée et affichant des valeurs incorrectes. Plusieurs événements survenus au sein de la compagnie aérienne, impliquant des taux de rotation élevés au décollage, sont restés non identifiés et non traités. Le chargement du fret a également été négligé, les manuels d'exploitation et de maintenance au sol n'ont pas été respectés et le chargement n'a pas été correctement arrimé dans la soute.

## Contexte

### Avion

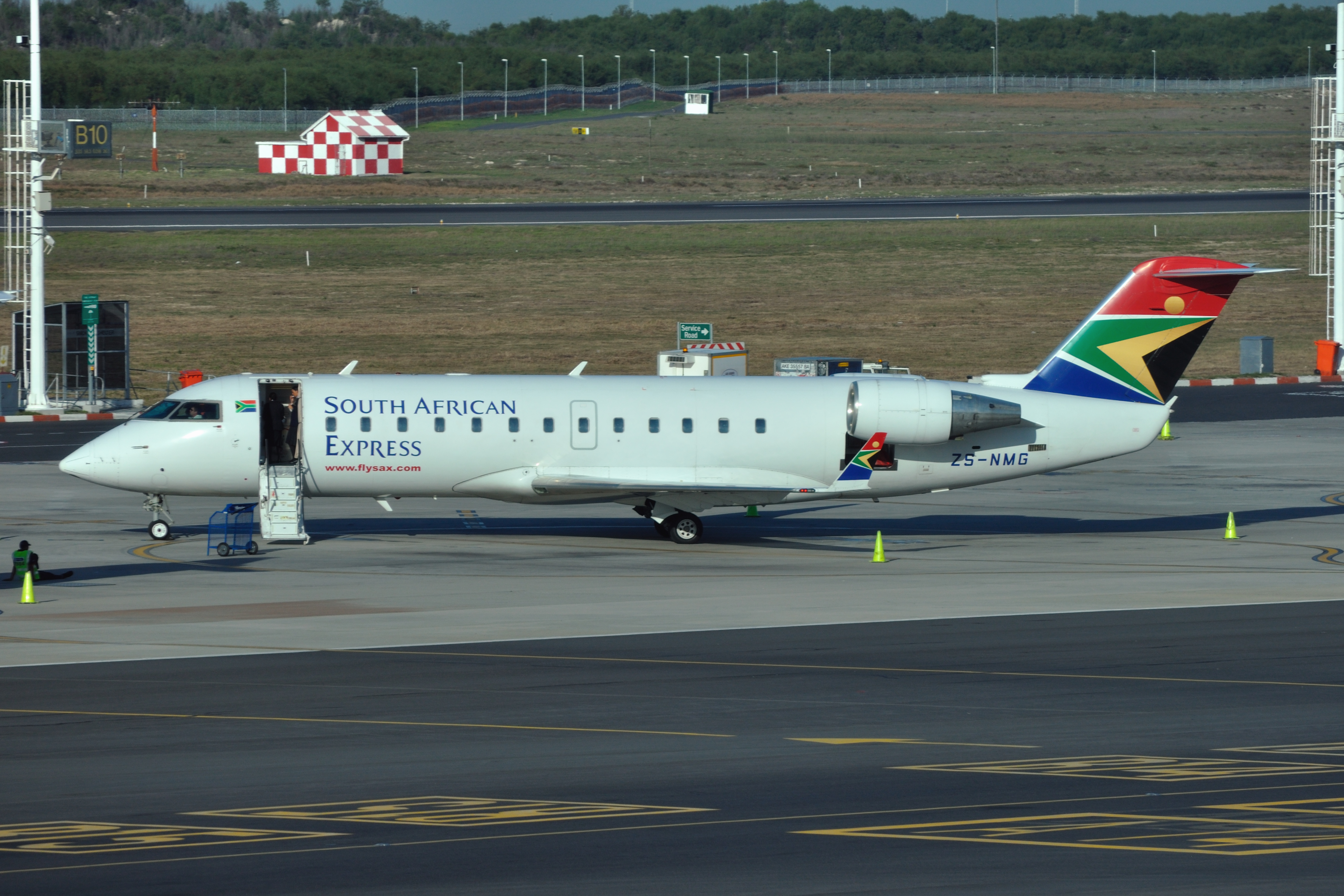
L'appareil impliqué dans l'accident, alors qu'il opérait pour South African Express Airways (ZS-NMG), ici à l'aéroport international du Cap en juin 2011.

L'aéronef impliqué dans l'accident était un Bombardier CRJ200LR, immatriculé 9N-AME (numéro de série 7772). Il a été fabriqué en mars 2003 et propulsé par deux moteurs General Electric CF34-3B1. Il a d'abord été livré à Atlantic Coast Airlines (en) en mai 2003, avec comme première immatriculation N695BR, puis est entré successivement en service chez Independence Air, Arik Air (5N-BJI) et South African Express Airways (ZS-NMG), avant d'être finalement acquis par Saurya Airlines (en), alors connue sous le nom de Kuber Airlines, en mars 2017. Cet avion court-courrier totalise 28 893 heures de vol et 29 788 cycles (décollage/atterrissage) au moment de l'accident.
Dans les mois précédant l'accident, il a subi plusieurs opérations de maintenance. Le 13 mars, une inspection a été effectuée pour le renouvellement de son certificat de navigabilité. Le 26 avril, l'Autorité de l'aviation civile népalaise (en) (CAAN) a délivré un certificat d'autorisation de vol, puis un vol d'essai a été effectué le même jour pour renouveler le certificat de navigabilité, qui avait expiré. L'avion a ensuite été immobilisé au sol et stocké à court terme. Une visite de remise en service a été effectuée le 24 juillet en prévision du vol vers Pokhara. La CAAN a approuvé ce vol de convoyage le 23 juillet. L'avion était en route vers Pokhara pour une visite de type C, une procédure de maintenance approfondie, et avait été immobilisé au sol pendant 34 jours avant le vol.

### Passagers et équipage
L'appareil transportait 16 passagers, principalement des membres du personnel de Saurya Airlines (en). La plupart des passagers étaient des techniciens chargés de l'entretien courant de l'avion. L'un des passagers était un enfant, tandis qu'un autre était l'épouse d'un membre du personnel de la compagnie aérienne, également à bord. Ils ont été initialement identifiés comme étant des employés par la compagnie aérienne.
Il y avait trois membres d'équipage dans le cockpit : 
- Le commandant de bord et pilote en fonction (PF) était Manish Shakya (35 ans). Il totalisait 6 185 heures de vol, dont 4 922 heures sur CRJ200. Il a obtenu sa licence de pilote commercial (CPL) dans une école de pilotage aux Philippines en 2009, et a réussi un examen CPL au Népal plus tard la même année. Il a commencé à piloter sur Beechcraft 1900 pour Guna Airlines (en) en 2012. Il a rejoint Saurya Airlines en 2015 et a été sélectionné par la compagnie aérienne pour commencer la formation sur CRJ200. Il a obtenu une CPL en 2015 et une licence de pilote de ligne (ATPL) sur ce modèle d'avion l'année suivante. La compagnie aérienne l'a ensuite promu au grade de commandant de bord et a obtenu une ATPL pour ce poste en 2017. Il était également le chef des opérations de la compagnie aérienne.

- Le copilote était Sushant Katuwal (26 ans). Il cumulait 1 824 heures de vol à son actif, dont 1 602 heures sur CRJ200. Il a obtenu un CPL en Afrique du Sud en 2019 et a réussi un examen CPL au Népal plus tard la même année. Il a ensuite effectué une formation théorique en Lituanie et une formation sur simulateur de vol chez Lufthansa Aviation Training GmbH (en), basé en Allemagne, mais a échoué au test sur simulateur lors de sa première tentative.

- Une troisième personne, le mécanicien yéménite Aref Reda, était dans le poste de pilotage, en tant que membre d'équipage surnuméraire.

## Accident

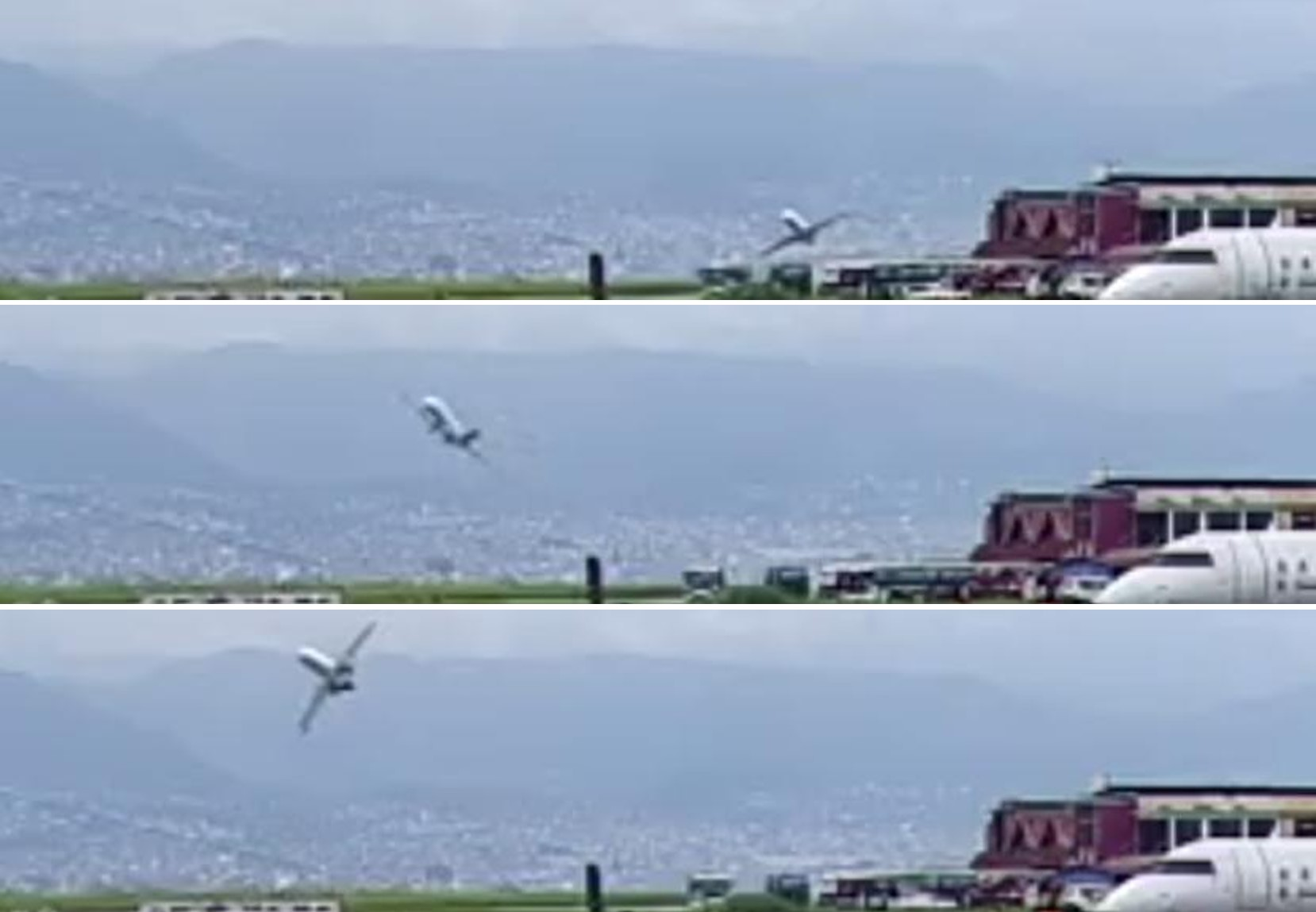
Image de vidéosurveillance, montrant les mouvements erratiques de l'appareil juste avant le crash.

L'avion était stationné dans un parking isolé depuis 34 jours au moment de l'accident. Une inspection de remise en service a été effectuée le matin du vol. Selon le devis de masse et de centrage fournie par la compagnie aérienne, la masse au décollage a été calculée à 18 132 kg. La vitesse de décision (V1), la vitesse de rotation (VR) et la vitesse de sécurité au décollage (V2) ont été déterminées, respectivement, à 114, 118 et 125 nœuds (211, 218 et 231 km/h).
À 11 h 04, heure normale du Népal (NPT), les pilotes ont commencé le roulage vers la piste 02/20. Le CRJ200 est entré sur la piste 02, a fait marche arrière et a commencé la course au décollage à 11 h 10 NPT. Immédiatement après le décollage, l'avion est parti en roulis vers la droite, puis s'est brusquement incliné vers la gauche, suivi d'un autre mouvement de roulis vers la droite, avant que l'extrémité de l'aile droite ne heurte le sol. Un responsable de l'aéroport a signalé avoir entendu des « craquements » émanant de l'avion juste avant l'accident. 

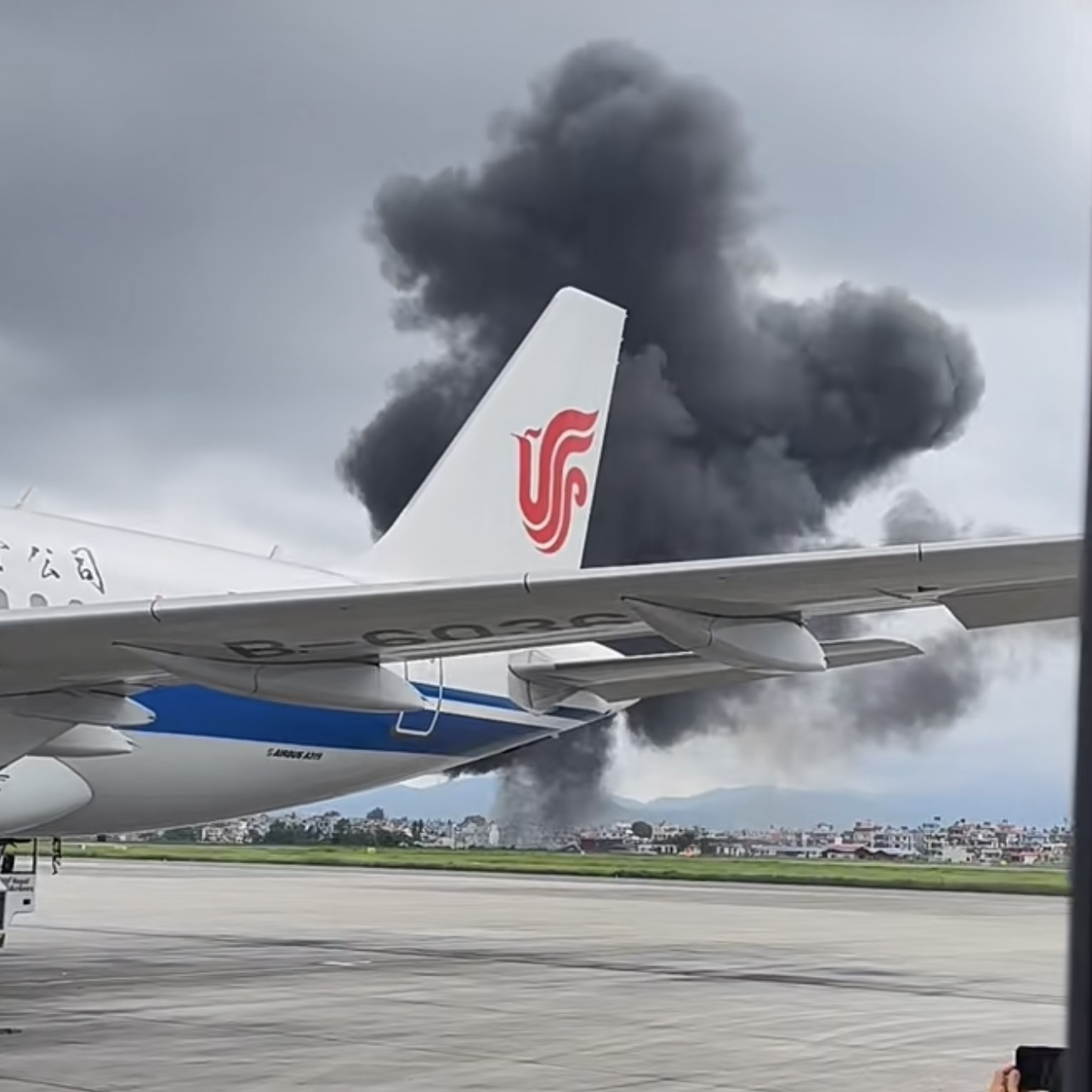
Photo prise quelques instants après l'impact, montrant de la fumée s'élevé du lieu de l'accident.

Cet impact au sol a déclenché un violent incendie, et le fuselage de l'avion a glissé dans une gorge d'environ 130 pieds (40 m), située à l'est de la piste 02, entre un hangar de maintenance et une station radar. Les pompiers sont arrivés sur les lieux une minute après le crash. Des images du lieu de l'accident ont montré les pompiers éteignant l'incendie tout en tentant de secourir les survivants. Les responsables de la CAAN ont rapporté plus tard que le cockpit s'était séparé du reste du fuselage lorsqu'il a percuté un conteneur de fret, juste avant que l'appareil ne s'écrase sol. Le cockpit s'est coincé à l'intérieur du conteneur, tandis que le reste de l'avion continuait de glisser plus loin dans le canyon.
Le dernier METAR indiquait une visibilité de 8 km, avec quelques nuages à 1 000 pieds (304 m) et des nuages épars à 3 000 pieds (914) au-dessus du sol. Cependant, l'Associated Press a rapporté que la visibilité était faible à Katmandou au moment de l'accident.
Sur les 19 personnes présentes à bord, 18 personnes ont été tuées dans l'accident. Le commandant Shakya, le seul survivant du crash, a été transporté au Kathmandu Medical College (en), avec des blessures multiples à la tête et au visage, ainsi que plusieurs fractures du dos. 

## Conséquences
L'aéroport international Tribhuvan a été temporairement fermé après la catastrophe, et les vols intérieurs dans plusieurs autres aéroports du pays ont été interrompus. Suite à cet accident, Saurya Airlines (en) a suspendu l'ensemble de ses vols.
Trois passagers ont initialement survécu à l'impact, mais sont décédés plus tard à l'hôpital, des suites de leurs blessures. Les corps des victimes ont été transportés à l'hôpital universitaire Tribhuvan (en) de Katmandou pour être autopsiés.

## Enquête

Photo du fuselage et de l'aile gauche du CRJ200, prise après l'accident.

L'enregistreur phonique (CVR) et l'enregistreur de paramètres (FDR) de l'avion ont été récupérés sur le lieu de l'accident et ont été envoyés au Bureau d'enquête sur la sécurité des transports de Singapour pour analyse, sous la supervision de la Commission d'enquête népalaise sur les accidents aériens (AAIC) et avec des représentants du Bureau de la sécurité des transports du Canada (BST) et du Conseil national de la sécurité des transports américains (NTSB).

## Rapport préliminaire
Le 5 septembre 2024, l'AAIC a publié un rapport préliminaire sur l'accident. D'après les données des enregistreurs de vol, l'avion a effectué une rotation excessivement brusque au moment du décollage, à 11 h 10 NPT, se cabrant brièvement à un taux de 8,6°/seconde (un taux de cabrage supérieur à 3°/seconde est considéré comme excessif). Une minute plus tard, 'avion a atteint une hauteur maximale de seulement 100 pieds (30 m) au-dessus du sol, sept secondes avant que l'extrémité de l'aile droite ne percute le sol. Le vibreur de manche s'est activé à plusieurs reprises durant les huit secondes suivantes.
Le rapport préliminaire a également mis en évidence des manquements jugés critiques au sein de la compagnie aérienne. Il a révélé que Saurya Airlines (en) ne respectait pas les procédures de chargement de ses avions, notamment la pesée et l'arrimage corrects des chargements en soute. Les vitesses V calculées pour ce vol et celles enregistrées dans le FDR différaient sensiblement des valeurs indiquées dans le manuel de référence rapide (en) (QRH) du CRJ200.

## Rapport final
Le 14 juillet 2025, l'AAIC a publié son rapport final, indiquant que l'accident a été causé par des actions excessives sur les commandes de vol, effectuées à une vitesse inférieure à la celle requise pour la rotation. L'équipage a également mal calculé les vitesses V en raison de l'utilisation de données erronées. La compagnie aérienne a également été jugée négligente concernant le respect des consignes de préparation et de chargement du vol.
La cause la plus probable de cet accident est un décrochage profond (Deep stall ou super-décrochage) lors du décollage, en raison d'une action à cabrer anormalement rapide et à une vitesse inférieure à la vitesse optimale de rotation.
Les facteurs contributifs sont :
- les vitesses incorrectes, calculées à partir d'une fiche de données erronée. Celle distribuée par la compagnie aérienne, concernant une masse au décollage (TOW) de 18 500 kg, mentionne des vitesses V incorrectes pour le décollage. Cette erreur est passée inaperçue depuis la création de cette fiche, et le livret indiquant les différentes fiches de données de vitesse n'a jamais été accepté/approuvé par la CAAN.

- le fait que Saurya Airlines n’a pas identifié, ni traité plusieurs événements antérieurs impliquant un taux de cabrage excessif au cours du décollage.

- la négligence grave de la compagnie aérienne, qui s'est conformé aux pratiques courantes de planification, de préparation et d'exécution des vols de convoyage. Il existe un manque de définition cohérente de ce type de vol.

- les négligences graves et manquements de l'exploitant durant toute l'opération de manutention du fret et des bagages (pesée, chargement, distribution et amarrage), alors en violation des dispositions du manuel d'exploitation et du manuel de manutention au sol. Le chargement n'était pas correctement arrimé par des sangles, des attaches ou des filets, et la préparation du vol a été bâclée.